# Bonusbana
En bonusbana, bonusnivå eller bonusrunda är en speciell bana i ett datorspel, som är till för att belöna spelaren. En typisk bonusbana tillåter ofta spelaren att samla extra poäng och powerups, och innehåller för det mesta inga farliga fiender. Många bonusbanor måste hittas eller aktiveras av spelaren, eller så startar de när vissa villkor är uppfyllda.
I en del spel, har bonusbanorna ett användargränssnitt och en gameplay som är helt olik den i den normala delen av spelet. Exempelvis så består Super Mario Bros. 2:s bonusbana av en enarmad bandit. Andra bonusbanor har samma typ av användargränssnitt och gameplay som resten av spelet, såsom Super Monkey Balls bonusbanor, som går ut på att samla bananer för att på extra poäng och extraliv. I Bomberman-serien, finns fiender i bonusbanorna, och målet är att besegra så många fiender som möjligt, för att få powerups.
Den sorts moderna spel som oftast använder sig av bonusbanor är plattformsspel.

## Historia
Det första spel med bonusbanor anses vara Galaga från 1981. Banan började med texten "Challenging Stage", och innehöll fiender som inte anföll. Spelaren fick sedan extrapoäng efter hur många fiender som besegrats.
Eftersom få moderna spel använder sig av poängssystem som centrum för gameplay, belönar många moderna spel spelaren med powerups istället. Moderna spel gör ofta gränsen mellan bonusbanor och resten av spelet mer flytande, och låter spelare gå in i bonusrum som finns inom en större bana, där man kan få powerups. 
En del spel har valfria bonusbanorsom spelaren själv måste hitta, såsom Star Road-banorna i Super Mario World. Det finns bonusbanor i de flesta Crash Bandicoot-spelen, förutom Crash Twinsanity och Crash of the Titans.